# Pavieasia kwangsiensis
Pavieasia kwangsiensis är en kinesträdsväxtart som beskrevs av Hsien Shui Lo. Pavieasia kwangsiensis ingår i släktet Pavieasia och familjen kinesträdsväxter. Inga underarter finns listade i Catalogue of Life.